# Принц бажає познайомитися
Принц бажає познайомитися — українське телевізійне реаліті-шоу, де головні герої — принци з Італії, Франції та Гани. 2 місяці вони будуть жити в Києві інкогніто, кожен з них займатиметься звичайними повсякденними справами. Шоу створене за форматом британського телевізійного шоу Undercover Princes компанії BBC.

## Головні учасники
Граф Жак Анрі Антуан Фон Польє де Ботенс — родом з Парижа, в реальному житті живе між Францією і Росією і керує Петродворцовим Годинниковим Заводом «Ракета». У київському житті працює офіціантом у модному кафе.
Принц Лоренцо де Медічі де Гатті ді Мартірано — родом з Італії, в реальному житті живе і працює в Римі, в його київському житті він помічник відомої української співачки.
Принц Даніель Нії Арма Тего — родом з Гани, в реальному житті він професійний футболіст команди Гана, в його київському житті він працює в рекламному агентстві.